# Міністерство підприємництва та ремесел Хорватії
Міністерство підприємництва і ремесел Республіки Хорватії (хорв. Ministarstvo poduzetništva i obrta Republike Hrvatske) — одне з найбільш короткочасних міністерств в уряді Хорватії, яке відало адміністративними та іншими питаннями, пов'язаними з малими і середніми підприємствами, промислами, кооперативами, стимулюванням експорту та іноземних інвестицій і підвищенням конкурентоспроможності. З приходом уряду Андрея Пленковича у 2016 році Міністерство підприємництва і ремесел влилося у Міністерство економіки, давши останньому назву Міністерство економіки, підприємництва і ремесел. 

## Список міністрів
| Міністр      | Партія | Вступ на посаду | Відхід з посади |
| ------------ | ------ | --------------- | --------------- |
| Гордан Марас | СДПХ   | 21 грудня 2011  | 22 січня 2016   |
| Дарко Хорват | ХДС    | 22 січня 2016   | 19 жовтня 2016  |